# Mieskuoro Huutajat

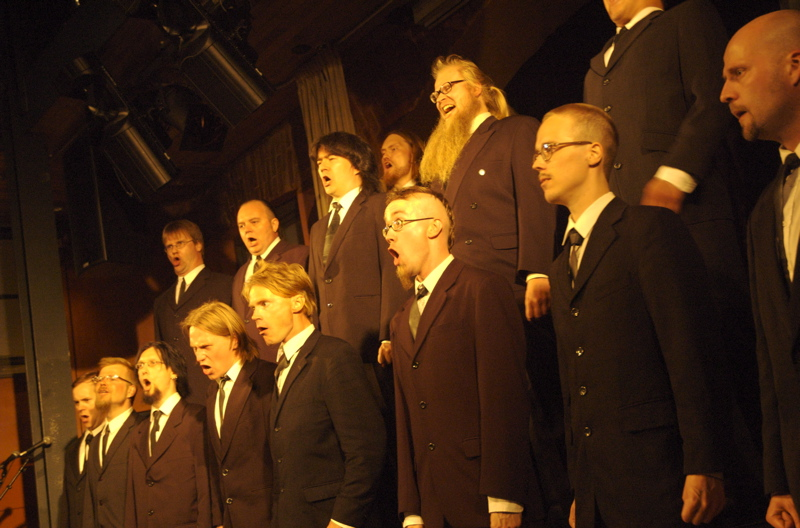
Mieskuoro Huutajat

Mieskuoro Huutajat ("Manskören Skrikarna") är en finländsk manskör som startades 1987 och skriker istället för att sjunga. Kören har framträtt flera gånger i Sverige, bland annat på Hultsfredsfestivalen 1997.

## Dokumentär
- Huutajat – Screaming Men